# Paulo Otávio
Paulo Otávio Rosa da Silva, noto semplicemente come Paulo Otávio (Ourinhos, 23 novembre 1994), è un calciatore brasiliano, difensore dell'Al-Sadd.

## Caratteristiche tecniche
È un terzino sinistro.

## Carriera
Ha esordito fra i professionisti il 22 gennaio 2012 disputando con l'Athl. Paranaense l'incontro di Campionato Paranaense vinto 2-0 contro il Londrina.

## Palmarès
- Copa Paulista: 1

Santo André: 2014
- Erste Liga: 1

LASK Linz: 2016-2017
- Campionato qatariota: 1

Al-Sadd: 2024-2025